# Klei Entertainment
A Klei Entertainment é uma desenvolvedora de jogos eletrônicos independentes localizada em Vancouver, Colúmbia Britânica, Canadá. A empresa foi fundada em julho de 2005 por Jamie Chang. Ela é mais conhecida pelos jogos Mark of the Ninja, Don't Starve, Eets, Shank e Invisible, Inc.

## História
Jamie Cheng fundou a Klei Entertainment em julho de 2005. Antes de fundar a empresa, Cheng trabalhou como programador especialista de IA na Relic Entertainment, até então de propriedade da THQ. Cheng conseguiu adquirir financiamentos para a Klei vendendo suas ações da THQ obtidas na Relic, e  também recebendo um empréstimo de US$ 10.000 de seu irmão. Em 2009, a Klei possuía 11 funcionários e, a partir de maio de 2013, esse número cresceu para 35 funcionários.
Seu primeiro jogo, Eets, foi lançado pela primeira vez no dia 27 de março de 2006 para Microsoft Windows, e Mac OS X no dia 9 de dezembro de 2010. Entre esses dois lançamentos, o jogo foi transferido para o Xbox 360 através da plataforma Xbox Live Arcade e lançado em 25 de abril de 2007. Agora intitulado como Eets: Chowdown, esta versão apresentou 120 níveis novos e um minijogo de ação chamado Marsho Madness.
A empresa auxiliou o port do jogo N+ da Slick Entertainment para o Xbox Live Arcade, partindo do jogo original em Adobe Flash, N. Em 2008, a Klei desenvolveu o Sugar Rush, um jogo multijogador massivo online. Porém no final de agosto de 2010, a empresa anunciou que o desenvolvimento havia parado e o jogo foi cancelado. O quarto título original da empresa, Shank, foi anunciado na Penny Arcade Expo de 2009. O jogo foi lançado em 24 de agosto de 2010 para o PlayStation 3, no dia 25 de agosto de 2010 para o Xbox 360 e em 26 de outubro de 2010 para Microsoft Windows.
O jogo de aventura e sobrevivência da Klei, Don't Starve, foi lançado em 23 de abril de 2013. No dia 2 de julho desse mesmo ano, foi anunciado que seu próximo lançamento se chamaria Invisible, Inc., um jogo de espionagem baseado em turnos, lançado em 12 de maio de 2015. Em 2017, a Klei Entertainment adquiriu a Slick Entertainment.

## Jogos desenvolvidos
| Ano  | Título                        | Plataforma(s) | Notas                                    |
| ---- | ----------------------------- | --- | ---------------------------------------- |
| 2006 | Eets                          | Mac OS X, Microsoft Windows, Xbox 360 |                                          |
| 2008 | N+                            | PlayStation Portable, Xbox 360, Nintendo DS, Nintendo 3DS | Apenas Motor de jogo                     |
| 2010 | Sugar Rush                    | Microsoft Windows | Cancelado                                |
| 2010 | Shank                         | Linux, Mac OS X, Microsoft Windows, PlayStation 3, Xbox 360 |                                          |
| 2012 | Shank 2                       | Linux, Mac OS X, Microsoft Windows, PlayStation 3, Xbox 360, Xbox One, Xbox Series                                                                             |                                          |
| 2012 | Mark of the Ninja             | Linux, Mac OS X, Windows, Xbox 360 |                                          |
| 2012 | Torchlight II                 | Linux, Mac OS X, Microsoft Windows, PlayStation 4, PlayStation 5, Xbox One, Xbox Series                                                                        | Apenas Cutscenes                         |
| 2013 | Don't Starve                  | Linux, Mac OS X, Microsoft Windows, PlayStation 3, PlayStation Vita, PlayStation 4, PlayStation 5, Xbox One, Xbox Series, Wii U, Nintendo Switch, iOS, Android |                                          |
| 2014 | Eets Munchies                 | Linux, Mac OS X, Microsoft Windows, iOS |                                          |
| 2015 | Invisible, Inc.               | Linux, Mac OS X, Microsoft Windows, PlayStation 4, PlayStation 5, iOS                                                                                          |                                          |
| 2016 | Don't Starve Together         | Linux, Mac OS X, Microsoft Windows, PlayStation 4, PlayStation 5, Xbox One, Xbox Series, Nintendo Switch                                                       |                                          |
| 2018 | Mark of the Ninja: Remastered | Linux, Mac OS X, Microsoft Windows, PlayStation 4, PlayStation 5, Xbox One, Xbox Series, Nintendo Switch                                                       | Versão Remasterizada                     |
| 2019 | Hot Lava                      | Linux, Mac OS X, Microsoft Windows, iOS |                                          |
| 2019 | Oxygen Not Included           | Linux, Mac OS X, Microsoft Windows | Acesso Antecipado: 2019 Lançamento: 2019 |
| 2021 | Griftlands                    | Linux, Mac OS X, Microsoft Windows, PlayStation 4, PlayStation 5, Xbox One, Xbox Series, Nintendo Switch                                                       | Acesso Antecipado: 2019 Lançamento: 2021 |
| 2024 | Dread Pilots                  | Microsoft Windows |                                          |
| TBA  | Rotwood                       | Linux, Mac OS X, Microsoft Windows, PlayStation 4, PlayStation 5, Xbox One, Xbox Series, Nintendo Switch                                                       |                                          |